# Sotie
Sotie, o sottie, è un testo drammatico-satirico francese fiorito nei sec. XVI e XVII. Il termine deriva dal nome dei suoi personaggi (sots), sorta di buffoni falsamente sciocchi che agivano guidati da un capo (Prince de sots).

## Storia
Componimenti allegorici basati essenzialmente sulla satira sociale e politica, le soties ebbero grande fortuna sotto Luigi XII, che ne fece un vero e proprio strumento della sua politica; come esempio basti citare la famosa rappresentazione Jeu du Prince de sots di Pierre Gringore, che attaccava Giulio II.
Proibiti durante il regno di Francesco I, i testi delle soties sono una testimonianza della storia del costume e della lingua parlata del tempo.

## Evoluzione
Moderne riprese del genere della Sotie sono I sotterranei del Vaticano (1914) di André Gide e, in Italia, Il cavaliere e la morte (1988) di Leonardo Sciascia.